# Зорская, Нина Антоновна
Нина Антоновна Зорская (26 февраля 1918, Малюшино, Западная область, Советская Россия — 6 сентября 1989, Москва, СССР) — советская актриса кино и театра.

## Биография
Нина Зорская родилась 26 февраля 1918 года в деревне Малюшино Западной области Советской России (сейчас — Малюшино, Краснопольский район, Могилёвской области, Республики Беларусь).
Мать — Софья Акимовна Зорская была домашней хозяйкой. Отец Антон Ефимович Зорский занимался литературной деятельностью. В 1941 году ушёл добровольцем на фронт, где погиб.
В начале 1930-х годов семья Зорских переехала в Москву.
В 1935 году Нина Зорская поступила в актёрскую школу при «Мосфильме» и сразу же стала штатной актрисой «Мосфильма». Будучи студенткой много снималась.
В 1937 году она дебютировала в роли Мадлен в фильме «Гаврош», а в 1939 году сыграла персидскую княжну в фильме «Степан Разин». На съёмках этого фильма познакомилась с кинооператором Валентином Павловым, за которого вышла замуж.
В 1939 году окончила актёрскую школу.
С 1945 года актриса «Театра-студии киноактёра».
В 1940-х и 1950-х годах снималась в ролях лирических героинь.
С 1960-х до 1980-х годов снималась в кино меньше. Занималась озвучиванием фильмов и мультфильмов в киностудии «Союзмультфильм».
Умерла 6 сентября 1989 года. Похоронена на Хованском кладбище рядом с мужем, Валентином Павловым.

## Творчество

#### Театр-студия киноактёра
- 1948 — «Машенька» по А. Н. Афиногенова — Нина Александровна, учительница
- «Бедность не порок» А. Н. Островского — Любовь Гордеевна
- «Беда от нежного сердца» В. А. Сологуба — Настасья Павловна
- «Дети Ванюшина» С. А. Найденова — Елена
- «Анджело» В. Гюго — Катарина Брагадини
- «Слава» В. М. Гусева — Мотылькова
- «Наследство» А. В. Софронова — Недосекина
- «Русские люди» К. М. Симонова — Мария Николаевна Сафонова

## Фильмография

### Художественные фильмы
1. 1973 — «Дети Ванюшина» — Арина Ивановна Ванюшина
2. 1970 — «Опекун» — Мария Игнатьевна, секретарь председателя райисполкома
3. 1967 — «Места тут тихие» — Врач в военном госпитале
4. 1966 — «Такой большой мальчик» — Антонина Ивановна, учительница
5. 1964 — «Обыкновенное чудо» — Хозяйка
6. 1958 — «Память сердца» — Организатор принимающей стороны
7. 1958 — «Киевлянка» — Клава, жена Алексея Дорошенко, мать Виктора
8. 1956 — «Дорога правды» — Валентина Павлова, учительница 91-й школы
9. 1954 — «Родимые пятна (киноальманах)» — Варя, жена Анатолия
10. 1947 — «Дорога без сна» — Анна
11. 1946 — «Наше сердце» — Ольга Петровна Корнеева
12. 1944 — «Родные поля» — Женя, эвакуированная скрипачка
13. 1943 — «Жди меня» — Соня
14. 1942 — «Парень из нашего города» — Женя
15. 1941 — «Цветные киноновеллы» — Фрейлина
16. 1941 — «Дело Артамоновых» — Ольга жена Алексея
17. 1941 — «Боевой киносборник № 7» — Подпольщица
18. 1940 — «Закон жизни» — Наташа Бабанова, младшая дочь Бабанова
19. 1939 — «Степан Разин» — Персидская княжна
20. 1937 — «Гаврош» — Мадлен, цветочница

### Мультипликационные фильмы
1. 1986 — «Чудеса техники» — Бабушка
2. 1985 — «Дереза» — Старуха
3. 1985 — «Два билета в Индию» — Бабушка
4. 1977 — «Последний лепесток» — Старушка
5. 1977 — «Мальчик-с-пальчик» — Старуха
6. «1971 — Без этого нельзя» — Кошка
7. «1953 — Сестрица Алёнушка и братец Иванушка» — Мышка
8. 1951 — «Сердце храбреца» — Мать

### Дубляж
1. 1958 — Чужие дети — Нато
2. 1958 — По путёвке Ленина — Саодат
3. 1962 — Тудор — Аристита
4. 1966 — Мастер-палач —  Катрина
5. 1973 — Хаос — Воскеат